# Lancelot Joynson-Hicks (3e vicomte Brentford)
Lancelot William Joynson-Hicks, 3e vicomte Brentford (10 avril 1902 - 25 février 1983), est un homme politique conservateur britannique.

## Biographie
Joynson-Hicks est le deuxième fils de l'ancien ministre de l'Intérieur William Joynson-Hicks (1er vicomte Brentford) et de Grace Lynn Joynson. Il fait ses études au Winchester College et au Trinity College d'Oxford.
Joynson-Hicks devient avocat et agriculteur. Il sert pendant la Seconde Guerre mondiale en tant que lieutenant-commandant dans la Royal Navy Volunteer Reserve. Il est député pour Chichester de 1942 à 1958 et sertsous Winston Churchill comme secrétaire parlementaire au ministère du Carburant et de l'Énergie de 1951 à 1955. En 1956, il est créé baronnet, de Newick dans le comté de Sussex. À la mort de son frère aîné, Richard Joynson-Hicks, 2e vicomte Brentford, en 1958, il devient vicomte Brentford.
Lord Brentford est également président de l'Association automobile et membre de la Chambre des laïcs à l'Assemblée nationale de l'Église d'Angleterre.
Lord Brentford épouse Phyllis Allfey (décédée en 1979), fille d'Herbert Cyril Allfey, en 1931. Ils ont un fils. Il meurt en 1983, âgé de 80 ans, et est remplacé à ses titres par son unique enfant Crispin.